# Adamstown
Adamstown (nome que deriva do nome de um  amotinado do navio Bounty John Adams) é a única cidade das Ilhas Pitcairn e é por isso a capital do território. 
É a segunda capital menos populosa do mundo. Mesmo assim, seus habitantes têm acesso à internet, a linhas telefônicas e à televisão. O principal meio de comunicação é o rádio amador.

## História
A historia das ilhas Pitcairn começa com a colonização, pela Polinésia no século XI.Os polinésios estabeleceram uma cultura que floresceu por quatro séculos e depois desapareceram. Pitcairn foi estabelecido novamente em 1790 por um grupo de britânicos amotinados.